# Degania
Degania Alef (Hebreeuws: דגניה א') is de oudste kibboets van Israël. Degania is gesticht in 1910 en wordt ook wel de "moeder aller kibboetsen" genoemd.
Degania bestaat eigenlijk  uit twee kibboetsen:
1. Degania Alef (Degania A)
2. Degania Bet (Degania B)

Beide kibboetsen liggen aan de zuidkant van het Meer van Tiberias.
Degania Alef werd gesticht door tien mannen en twee vrouwen naar communistische en communale beginselen. De leden kregen geen inkomen maar zakgeld. Ze hadden aanvankelijk geen particulier eigendom. Later werden de regels versoepeld, en sinds kort is alle bezit geprivatiseerd.
De Israëlische militair en staatsman Moshe Dayan werd geboren in Degania Alef. Hij was het tweede kind ooit geboren op een Israëlische kibboets.

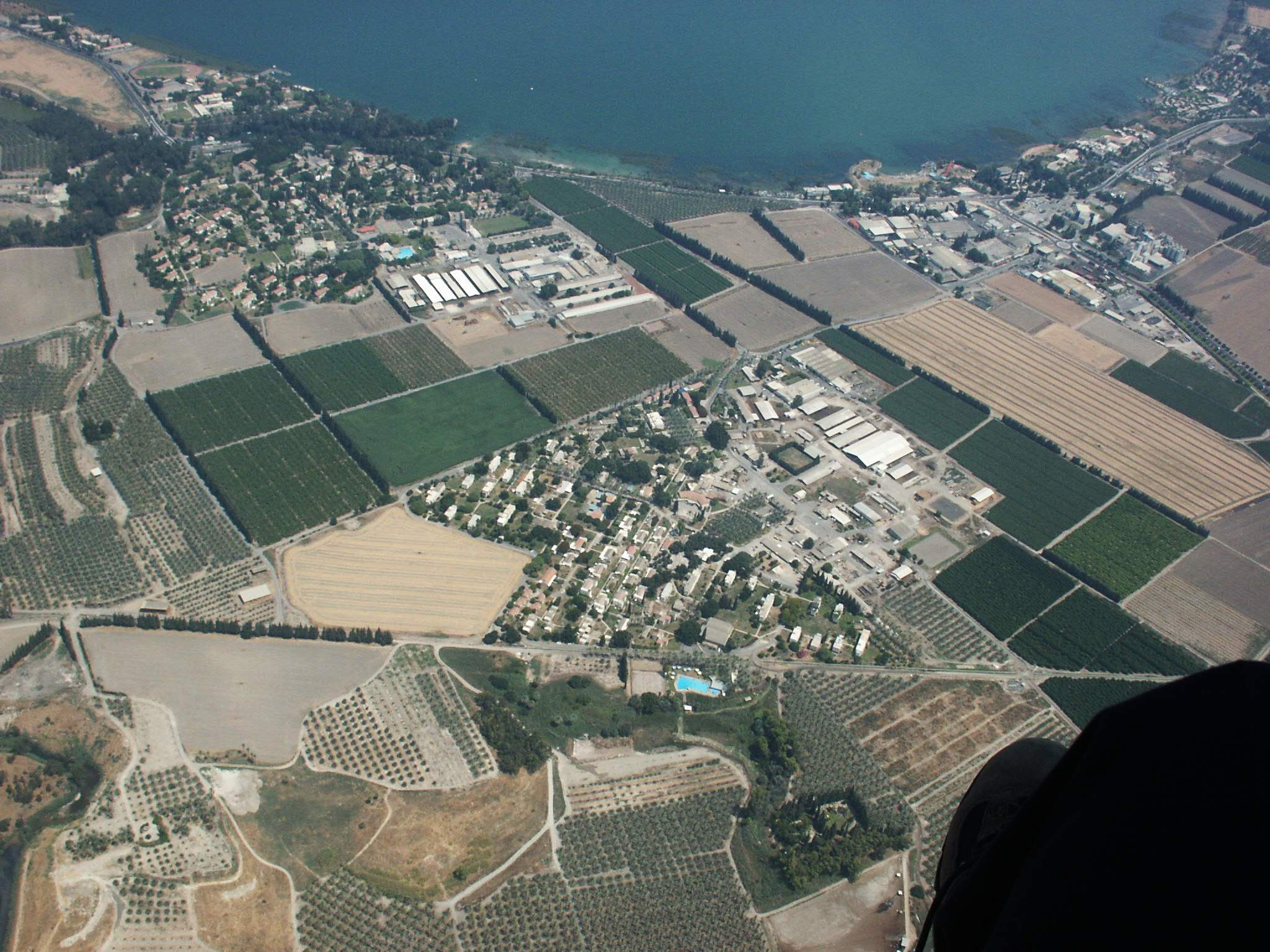
Panorama